# Valdange
La Valdange est une rivière française du Grand Est qui coule dans le département des Vosges, dans l'ancienne région Lorraine. C'est un affluent gauche de la Meurthe, donc un sous-affluent du Rhin par la Meurthe puis par la Moselle.

## Géographie

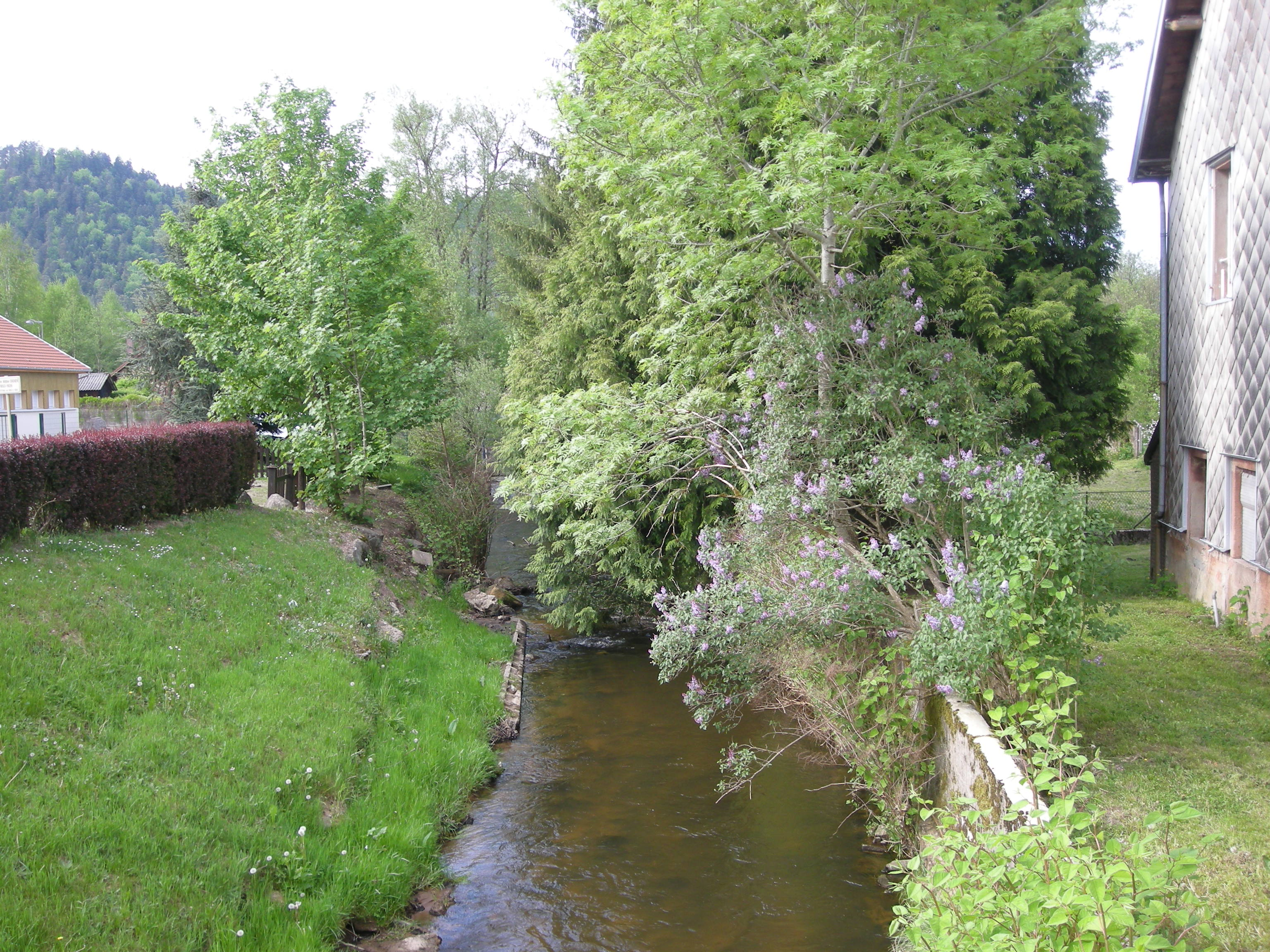
La Valdange près du centre d'Étival-Clairefontaine.

De 14,8 km de longueur, la Valdange naît à proximité du col de Mon Repos dans la forêt de Mortagne, à 490 m d'altitude, sur la commune de la Bourgonce.
Elle traverse La Bourgonce, La Salle, Saint-Remy. 
Puis après avoir traversé l'Étang Delthir, la Valdange conflue avec la Meurthe en rive gauche à Étival-Clairefontaine, à 290 m d'altitude.

### Communes et cantons traversés
Dans le seul département des Vosges, la Valdange traverse les cinq communes suivantes, de l'amont vers l'aval, de La Bourgonce (source), La Salle, Nompatelize, Saint-Remy, Étival-Clairefontaine (confluence).
Soit en termes de cantons, la Valdange prend source dans le canton de Saint-Dié-des-Vosges-1, et conflue dans le canton de Raon-l'Étape, le tout dans l'arrondissement de Saint-Dié-des-Vosges.

### Bassin versant
La Valdange traverse une seule zone hydrographique 'La Meurthe de la Hure au Raboteau' (A609) de 565 km2 de superficie.

## Affluents

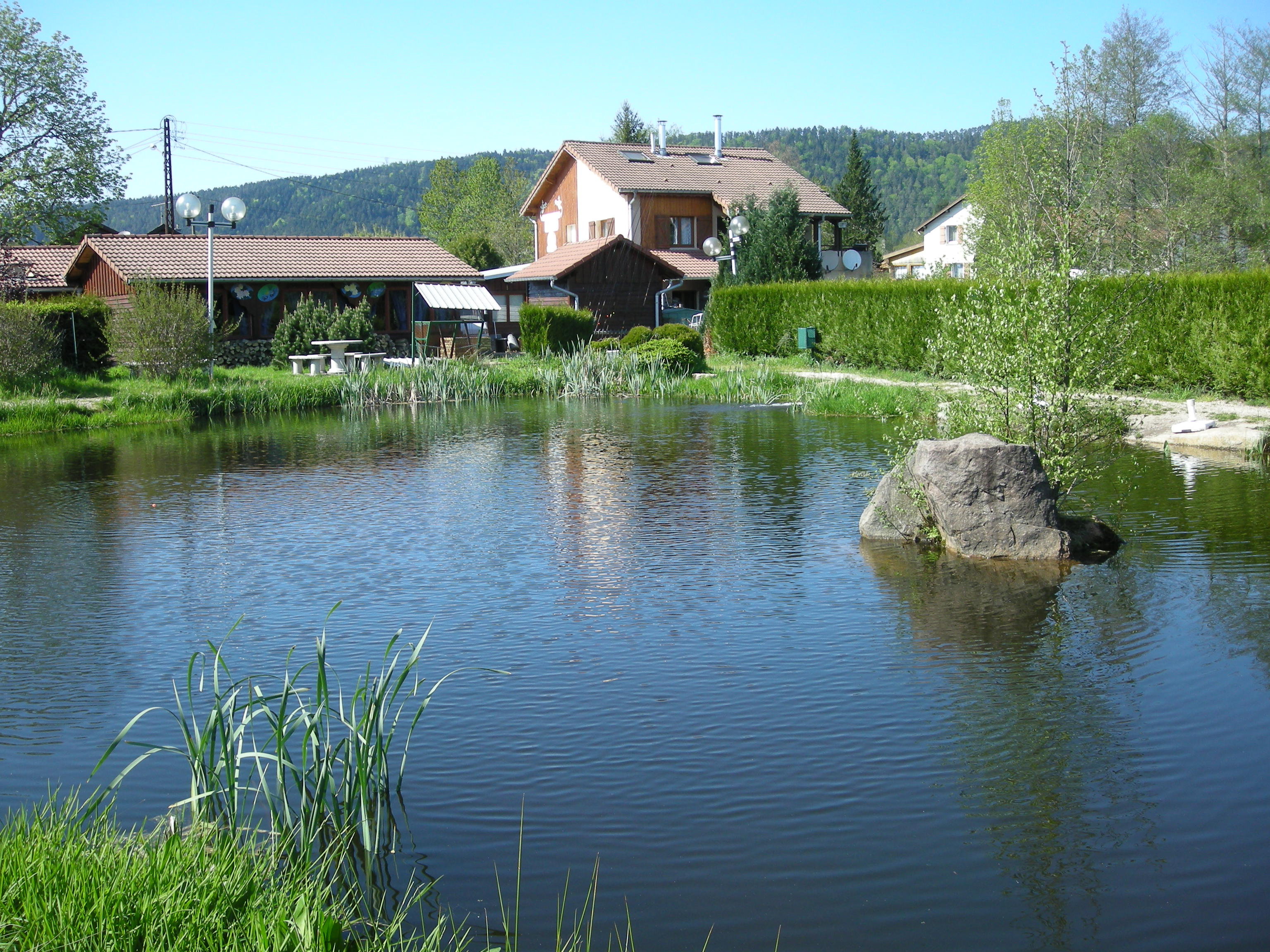
Etang de la pisciculture à Étival-Clairefontaine.

La Valdange a deux affluents référencés :
- la goutte des Cerisiers (rg) 2,6 km sur les deux communes de La Salle et La Bourgonce.
- le ruisseau des Vieux Prés (rg), 5,1 km à Étival-Clairefontaine, avec une pisciculture à la confluence.

Géoportail aujoute :
- L'Angelotte (rg) sur la commune de La Bourgonce

Som rang de Strahler est donc de deux.

## Hydrologie
La Valdange est une rivière abondante, compte tenu bien sûr de la petitesse de son bassin. Le module de la rivière au confluent de la Meurthe vaut 0,9 m3/s pour un bassin versant de 58,8 km2.

### Lame d'eau et débit spécifique
La lame d'eau écoulée dans son bassin est de 483 millimètres par an, ce qui est nettement supérieur à celle de la moyenne de la France, tous bassins confondus, mais aussi quelque peu supérieur à l'ensemble du bassin français de la Moselle. La lame d'eau du bassin de celle-ci à Hauconcourt, près de sa sortie du territoire français s'élève en effet à 445 millimètres par an. Le débit spécifique ou Qsp de la Valdange se monte de ce fait à 15,3 litres par seconde et par kilomètre carré de bassin.

## Tourisme
- l'Abbaye Saint-Pierre d'Étival collégiale des Prémontrés
- le Site archéologique des Fossottes à La Salle